# جامعة جوهانسبرغ
جامعة جوهانسبرغ هي جامعة عامة في جنوب أفريقيا تأسست عام 2005. تقع في مدينة جوهانسبرغ.

## إحصائيات
يبلغ عدد طلاب الجامعة 49,910 طالب، منهم 6,280 طالب دراسات عليا.

## وصلات خارجية
- UJ.ac.za